# Ajmed Usmánov
Ajmed Magomédovich Usmánov (en ruso: Ахмед Магомедович Усманов; Aknada, 16 de septiembre de 1996) es un deportista ruso de origen daguestano que compite en lucha libre.
Ganó una medalla de oro en el Campeonato Mundial de Lucha de 2023 y dos medallas de oro en el Campeonato Europeo de Lucha, en los años 2024 y 2025.

## Palmarés internacional
| Campeonato Mundial | Campeonato Mundial      | Campeonato Mundial | Campeonato Mundial |
| Año                | Lugar                   | Medalla            | Categoría          |
| ------------------ | ----------------------- | ------------------ | ------------------ |
| 2023               | Belgrado (Serbia)       | Medalla de oro     | 79 kg              |
| Campeonato Europeo |                         |                    |                    |
| Año                | Lugar                   | Medalla            | Categoría          |
| 2024               | Bucarest (Rumania)      | Medalla de oro     | 79 kg              |
| 2025               | Bratislava (Eslovaquia) | Medalla de oro     | 79 kg              |